# Rue Hulan (métro de Shanghai)
 (décembre 2023).
Rue Hulan (chinois simplifié : 呼兰路 ; chinois traditionnel : 呼蘭路; pinyin : Hūlán Lù ; anglais : Hulan Road) est une station de la ligne 1 du métro de Shanghai. La station est mise en service le 28 décembre 2004 et fait partie de l'extension nord de la ligne 1, allant de Gare de Shanghai à Gongfu Xincun.